# Giovanni I di Hainaut
Giovanni I di Hainaut (1247 – Valenciennes, 22 agosto 1304) fu Conte di Hainaut, dal 1280 e conte d'Olanda e di Zelanda (Giovanni II), dal 1299 alla sua morte.

## Origine
Secondo il capitolo n° 78a della Chronologia Johannes de Beke Giovanni era il figlio maschio primogenito del conte titolare di Hainaut, Giovanni d'Avesnes (marito di Adelaide d'Olanda, come ci viene confermato dal paragrafo 7 della Genealogia Ducum Brabantiæ Heredum Franciæ) e della moglie Adelaide d'Olanda, che, sia secondo il capitolo n° 66a della Chronologia Johannes de Beke che il paragrafo 7 della Genealogia Ducum Brabantiæ Heredum Franciæ, era la figlia secondogenita o terzogenita (femmina primogenita) del quindicesimo (secondo gli Annales Egmundani, fu il tredicesimo) conte d'Olanda, Fiorenzo IV () e di Matilde di Brabante, che, sempre secondo la Genealogia Ducum Brabantiæ Heredum Franciæ era la figlia femmina quartogenita del duca della Bassa Lorena, conte di Lovanio e primo duca di Brabante, Enrico I e di Matilde di Boulogne, che era faglia del conte di Boulogne, Matteo di Lorena, come conferma la Flandria Generosa (Continuatio Bruxellensis), che precisa che era la figlia femmina secondogenita ed era figlia della contessa di Boulogne, Maria, che secondo il cronista e monaco benedettino inglese, Matteo di Parigi, nel suo Matthæi Parisiensis, Monachi Sancti Albani, Chronica Majora, Vol. II era la figlia del re d'Inghilterra, Stefano di Blois e di Matilde di Boulogne.
Secondo la Genealogica Comitum Flandriæ Bertiniana, Continuatio Leidensis et Divionensis, Giovanni d'Avesnes era il figlio primogenito del signore di Étrœungt, balivo dell'Hainaut e canonico di San Pietro a Lilla, Burcardo d'Avesnes e della futura contessa delle Fiandre e contessa di Hainaut, Margherita, che, secondo la Genealogica Comitum Flandriæ Bertiniana, Continuatio Marchianensis era la figlia secondogenita del Conte delle Fiandre, Conte di Hainaut, ed anche primo imperatore dell'impero latino di Costantinopoli, Baldovino delle Fiandre o di Hainaut e di Maria di Champagne, figlia, secondo il Gisleberti Chronicon Hanoniense, del conte di Champagne e di Brie, Enrico I e di Maria di Francia, che, secondo la Chronica Albrici Monachi Trium Fontium era la figlia primogenita del re di Francia, Luigi VII e della duchessa d'Aquitania e Guascogna e contessa di Poitiers, Eleonora.

## Biografia
Al momento della sua nascita, suo padre, Giovanni d'Avesnes, era stato riconosciuto erede della contea di Hainaut (nel 1246, il re di Francia, Luigi IX il Santo, aveva deciso che i possedimenti dell'Hainaut sarebbero stati ereditati dai figli Avesnes e le Fiandre dai figli Dampierre), governata dalla nonna, Margherita I (madre di Giovanni d'Avesnes, in prime nozze, e dei Dampierre, in seconde nozze). Giovanni d'Avesnes, che non era soddisfatto dell'accordo, convinse il cognato, Guglielmo II d'Olanda, eletto re di Germania, nel 1247 (voluto dal papa in contrapposizione a Corrado IV di Svevia), a mettere sotto assedio l'Hainaut e quella parte delle Fiandre (Namur e la Zelanda) che erano soggette all'Impero. Quel che ne seguì fu una guerra civile che vide alla fine gli Avesnes vincenti e i Dampierre sconfitti, per cui suo padre prese il controllo effettivo della contea: La guerra ebbe termine con il lodo arbitrale di Peronne, del settembre 1256, sempre per volere di Luigi IX: Giovanni d'Avesnes ottenne definitivamente la contea di Hainaut, ma si riconobbe vassallo di Carlo I d'Angiò, conte di Provenza, fratello del re di Francia, Luigi IX, a cui Margherita I aveva offerto la contea di Hainaut e la tutela delle Fiandre per conto della Casa dei Dampierre.
Il conflitto - complice il nuovo intervento di Luigi IX - ebbe termine anche per la morte di Giovanni d'Avesnes, nel dicembre 1257.
Dopo la morte di suo padre, Giovanni d'Avesnes, la contea di Hainaut tornò a sua nonna, Margherita I, mentre sua madre, Adelaide d'Olanda, dopo essere rimasta vedova, assieme ai suoi sette figli rientrò in Olanda e, dopo la morte di suo zio (il fratello di sua madre), Fiorenzo, nel 1258, Adelaide, affiancata dalla madre, Matilde (la nonna materna di Giovanni di Hainaut), gli subentrò nella reggenza della contea d'Olanda per conto del nipote, Fiorenzo V.
Dopo che Fiorezo V, nel 1266, aveva assunto il governo della contea, sua madre, Adelaide (a cui, nel 1263, era stata tolta la reggenza), e tutta la sua famiglia, gli era tornata accanto, cercando di influenzarlo e cercando di favorire i suoi figli, che raggiunsero troppo potere. Per questo, Adelaide e tutti gli Avesnes, nel 1277, furono esiliati dall'Olanda, a cui seguì una riconciliazione, cinque anni dopo.
Sua nonna, Margherita governò le Fiandre ed il marchesato di Namur, fino al 1278, anno in cui abdicò a favore del figlio di secondo letto, Guido, mentre rimase titolare dell'Hainaut fino alla morte, nel febbraio 1280, a cui succedette il legittimo erede, il nipote, Giovanni, figlio di Giovanni d'Avesnes; Margherita, secondo il Necrologio Sanctæ Waldetrudis, morì il 10 febbraio.
Giovanni divenuto Conte di Hainaut, con l'appoggio del re di Germania, Rodolfo I d'Asburgo, riprese la guerra contro la Casa dei Dampierre, combattendo il conte di Fiandra, Guido di Dampierre, che era appoggiato dal il re di Francia, Filippo III.
Dopo che, nel 1293, Guido di Dampierre aveva avviato trattative con il re d'Inghilterra, Edoardo I promettendo in sposa al principe reale la figlia Filippa, il nuovo re di Francia, Filippo il Bello reagì: Guido fu fatto prigioniero e fu condotto al Louvre e fu liberato solo quando sua figlia Filippa fu consegnata al re di Francia. Questi avvenimenti portarono ad un avvicinamento del regno di Francia ai conti di Hainaut e di Olanda.
In Olanda, nel 1296, a Fiorenzo V era succeduto il figlio, Giovanni I d'Olanda, che, nel 1299, ormai quindicenne, cominciò a governare le sue contee, ma che, secondo il capitolo 77b della Chronologia Johannes de Beke, il 10 novembre 1299, ad Haarlem, morì, secondo le cronache, di dissenteria. Secondo alcune voci, la morte di Giovanni I era dovuta ad avvelenamento, ordito dal cugino, Giovanni I di Hainaut.
Il giovane conte era morto senza eredi e nessuno dei suoi fratelli era ancora vivente.
Il contado d'Olanda, come ci conferma il capitolo 78a della Chronologia Johannes de Beke, passò agli Avesnes, i Conti di Hainaut, nella persona di Giovanni I di Hainaut, grazie alla madre Adelaide. Da quel momento la contea di Hainaut fu legata alla contea d'Olanda, come stato indipendente, da un'Unione personale. L'Unione personale che egli creò fra Olanda, Zelanda e Hainaut fu destinata a durare per circa cinquant'anni.
Giovanni I di Hainaut, divenuto Giovanni II d'Olanda, prese subito possesso delle contee d'Olanda e di Zelanda, per le quali reclamava la successione, contro il volere del re di Germania, Alberto I d'Asburgo, che, arrivato a Nimega, vista la reazione del conte Giovanni II, che gli stava marciando contro, si ritirò; questo avvenimento ci è raccontato anche dalla Chronologia Johannes de Beke. Ancora in un secondo tempo Alberto I avrebbe voluto attaccare Giovanni II, ma vi rinunciò.
Suo cugino Fiorenzo V d'Olanda aveva duramente combattuto contro i fiamminghi per il possesso della Zelanda e per questo aveva cercato aiuto presso i francesi. Questi ultimi sconfissero i fiamminghi nel 1300 e nel 1301 riducendo al silenzio anche i ribelli zelandesi, sempre nel 1301 il fratello di Giovanni, Gwijde (1253circa-23 maggio 1317), divenne Vescovo di Utrecht, tutti i principali nemici sembravano sconfitti.
Un anno dopo tuttavia i fiamminghi si rivoltarono e vinsero contro i francesi alla Battaglia degli speroni d'oro, a Courtrai, in cui perse la vita, Giovanni, il suo figlio primogenito; i patrioti fiamminghi attaccarono l'Hainaut e la Zelanda aiutati dagli abitanti insoddisfatti e Gwijde di Namur (1272 circa - 13 ottobre 1311) sconfisse l'altro suo figlio Guglielmo I di Hainaut in una battaglia che si svolse sull'isola di Schouwen-Duiveland. Il fratello di Giovanni, Gwijde, venne preso prigioniero e Gwijde di Namur insieme a Giovanni II di Brabante conquistò buona parte dell'Utrtecht e della Zelanda. Gwijde di Namur venne infine sconfitto nel 1304 dalle flotte olandesi e francesi, al comando di Ranieri I di Monaco,  nella battaglia navale di Zierikzee (questi avvenimenti sono raccontati dalla Chronologia Johannes de Beke) e Giovanni riconquistò il proprio potere di cui fu privato con il sopraggiungere della morte che lo colse il 22 agosto di quell'anno, appena dieci giorni dopo la vittoria; secondo la Chronologia Johannes de Beke, Giovanni morì il 12 settembre a Valenciennes, dove fu sepolto. Alla morte di Giovanni come conte di Hainaut, di Olanda e di Zelanda, gli succedette il figlio Guglielmo.

## Matrimonio e figli
Nel 1270, come conferma la Chronologia Johannes de Beke, Giovanni sposò Filippa di Lussemburgo(1252-6 aprile 1311), figlia di Enrico V di Lussemburgo e Marguerite di Bar (1220-1275).
Giovanni da Filippa ebbe undici figli:
- Giovanni[2], ucciso in battaglia verso l'11 luglio 1302
- Enrico, che divenne canonico a Cambrai[2], nel 1303
- Guglielmo come conte di Hainaut, di Olanda e di Zelanda[2]
- Giovanni di Beaumont[2](1288-11 marzo 1356)
- Valerano, morto giovane[2]
- Margherita (morta 18 ottobre 1342), sposò Roberto II d'Artois[2], che morì col cognato nel 1302
- Alice o Adele[2], che sposò Roger Bigod, V conte di Norfolk
- Isabella (morta 1305), signora di Nesle[36]
- Giovanna, badessa[2]
- Maria, che sposò Luigi I di Borbone[2]
- Matilde[2], badessa.

Giovannii da diverse amanti di cui non si conoscono né il nome né gli ascendenti ebbe altri cinque figli, illegittimi

## Ascendenza
|                             |                      |                               | Genitori                |  |  | Nonni |  |  | Bisnonni          |  |  | Trisnonni                           |  |
|                             |                      |                               |                         |  |  |       |  |  | Giacomo d'Avesnes |  |  | Nicholas d'Oisy, Signore di Avesnes |  |
|                             |                      |                               |                         |  |  |       |  |  | Giacomo d'Avesnes |  |  | Nicholas d'Oisy, Signore di Avesnes |  |
|                             |                      | Matilda de la Roche           |                         |  |  |       |  |  | Giacomo d'Avesnes |  |  |                                     |  |
| Burcardo d'Avesnes          |                      |                               |                         |  |  |       |  |  | Giacomo d'Avesnes |  |  |                                     |  |
|                             |                      | Adelina di Guisa              | Burcardo di Guisa       |  |  |       |  |  |                   |  |  |                                     |  |
|                             |                      | Adelina di Guisa              | Burcardo di Guisa       |  |  |       |  |  |                   |  |  |                                     |  |
|                             |                      | Adelina di Guisa              | Adelaide                |  |  |       |  |  |                   |  |  |                                     |  |
| Giovanni d'Avesnes          |                      | Adelina di Guisa              |                         |  |  |       |  |  |                   |  |  |                                     |  |
|                             |                      | Baldovino I di Costantinopoli | Baldovino V di Hainaut  |  |  |       |  |  |                   |  |  |                                     |  |
|                             |                      | Baldovino I di Costantinopoli | Baldovino V di Hainaut  |  |  |       |  |  |                   |  |  |                                     |  |
|                             |                      | Baldovino I di Costantinopoli | Margherita I di Fiandra |  |  |       |  |  |                   |  |  |                                     |  |
| Margherita II delle Fiandre |                      | Baldovino I di Costantinopoli |                         |  |  |       |  |  |                   |  |  |                                     |  |
|                             |                      | Maria di Champagne            | Enrico I di Champagne   |  |  |       |  |  |                   |  |  |                                     |  |
|                             |                      | Maria di Champagne            | Enrico I di Champagne   |  |  |       |  |  |                   |  |  |                                     |  |
|                             |                      | Maria di Champagne            | Marie di Francia        |  |  |       |  |  |                   |  |  |                                     |  |
| Giovanni II d'Olanda        |                      | Maria di Champagne            |                         |  |  |       |  |  |                   |  |  |                                     |  |
|                             | Guglielmo I d'Olanda | Fiorenzo III d'Olanda         |                         |  |  |       |  |  |                   |  |  |                                     |  |
|                             | Guglielmo I d'Olanda | Fiorenzo III d'Olanda         |                         |  |  |       |  |  |                   |  |  |                                     |  |
|                             | Guglielmo I d'Olanda | Ada di Huntingdon             |                         |  |  |       |  |  |                   |  |  |                                     |  |
| Fiorenzo IV d'Olanda        | Guglielmo I d'Olanda |                               |                         |  |  |       |  |  |                   |  |  |                                     |  |
|                             |                      | Adelaide di Gheldria          | Ottone I di Gheldria    |  |  |       |  |  |                   |  |  |                                     |  |
|                             |                      | Adelaide di Gheldria          | Ottone I di Gheldria    |  |  |       |  |  |                   |  |  |                                     |  |
|                             |                      | Adelaide di Gheldria          | Riccarda di Baviera     |  |  |       |  |  |                   |  |  |                                     |  |
| Adelaide d'Olanda           |                      | Adelaide di Gheldria          |                         |  |  |       |  |  |                   |  |  |                                     |  |
|                             |                      | Enrico I di Brabante          | Goffredo III di Lovanio |  |  |       |  |  |                   |  |  |                                     |  |
|                             |                      | Enrico I di Brabante          | Goffredo III di Lovanio |  |  |       |  |  |                   |  |  |                                     |  |
|                             |                      | Enrico I di Brabante          | Margherita di Limburgo  |  |  |       |  |  |                   |  |  |                                     |  |
| Matilde di Brabante         |                      | Enrico I di Brabante          |                         |  |  |       |  |  |                   |  |  |                                     |  |
|                             |                      | Matilde di Lorena             | Matteo di Lorena        |  |  |       |  |  |                   |  |  |                                     |  |
|                             |                      | Matilde di Lorena             | Matteo di Lorena        |  |  |       |  |  |                   |  |  |                                     |  |
|                             |                      | Matilde di Lorena             | Maria di Boulogne       |  |  |       |  |  |                   |  |  |                                     |  |
|                             |                      | Matilde di Lorena             |                         |  |  |       |  |  |                   |  |  |                                     |  |

### Fonti primarie
- (LA)  Monumenta Germaniae Historica, Scriptores, tomus IX.
- (LA)  Monumenta Germaniae Historica, Scriptores, tomus XVI.
- (LA)  Monumenta Germaniae Historica, Scriptores, tomus XXI.
- (LA)  Monumenta Germaniae Historica, Scriptores, tomus XXIII.
- (LA)  Monumenta Germaniae Historica, Scriptores, tomus XXV.
- (FR)  Grande chronique de Mathieu de Paris, tomus VIII.
- (LA)  Chronologia Johannes de Bek.

### Letteratura storiografica
- Austin Lane Poole, "L'interregno in Germania", cap. IV, vol. V (Il trionfo del papato e lo sviluppo comunale) della Storia del mondo medievale, 1999, pp. 128–152
- P.J. Blok, "Germania 1273 1313", cap. VIII, vol. VI (Declino dell'impero e del papato e sviluppo degli stati nazionali) della Storia del mondo medievale, 1999, pp. 332–371
- Henry Pirenne, "I Paesi Bassi", cap. XII, vol. VII (L'autunno del Medioevo e la nascita del mondo moderno) della Storia del Mondo Medievale, 1999, pp. 411–444.
- Abate di Vallemont, Gli elementi della storia, ovvero ciò, che bisogna sapere della cronologia, geografia, storia universale, chiesa del Vecchio, e Nuovo Testamento, monarchie antiche, e novelle, e del blasone., tomo quinto, Venezia, Stamperia di Giambattista Albrizzi q. Gir., 1748.